# Jim Cameron's Wife
Jim Cameron's Wife est un film muet américain réalisé par Tom Chatterton et sorti en 1914.

## Fiche technique
- Réalisation : Tom Chatterton
- Scénario : J.G. Hawks
- Production : Thomas H. Ince
- Durée : 20 minutes
- Date de sortie :  États-Unis : 23 juillet 1914

## Distribution
- Tom Chatterton : Jim Cameron
- Clara Williams : la femme de Jim Cameron
- William S. Hart : Andy Stiles
- Louis Durham
- Thelma Salter